# عبد اللطيف بن عبد الرحمن بن حسن آل الشيخ
عبد اللطيف بن عبد الرحمن آل الشيخ ولد في «الدرعية»، من بلاد نجد، سنة 1225 هـجري (1810 ميلادي)،  هو عالم دين إسلامي من عائلة آل الشيخ، ابن العلامة الشهير عبد الرحمن بن حسن وحفيد حفيد محمد بن عبد الوهاب.

## سيرته الذاتية
ولد عبد اللطيف بن عبد الرحمن آل الشيخ عام 1225 هجري (1810) في عاصمة الدولة السعودية، مدينة الدرعية. عندما كان عمره ثماني سنوات، بدأت الحرب العثمانية السعودية، والتي هُزم فيها السعوديون. مثل العديد من ممثلي عائلة آل سعود وآل الشيخ الآخرين، تم إرسال عبد اللطيف مع والده عبد الرحمن بن حسن إلى المنفى في مصر. في مصر، قضى 31 عامًا، درس خلالها مع العديد من العلماء من نجد ومصر في ذلك الوقت. من بينهم: والده، عبد الرحمن بن عبد الله بن محمد بن عبد الوهاب، محمد بن محمود بن محمد الجزائري الحنفي، إبراهيم البزوري (شيخ الأزهر)، مصطفى الأزهري، وغيرهم.
تمكن الأب عبد اللطيف من العودة إلى نجد عام 1826 (1241)، ولم يعد إلى وطنه إلا في عام 1848 (1264). بعد عدة أشهر في الرياض، غادر عبد اللطيف بن عبد الرحمن إلى الأحساء لنشر أفكار السلفية والبقاء هناك لمدة عامين. ثم يعود إلى الرياض ومعه والده يساعد الملك فيصل بن تركي في تأسيس السلطة السعودية، يشاركه في العديد من الحملات العسكرية.
توفي عبد اللطيف بن عبد الرحمن في الرابع عشر من شهر ذي القعدة عام 1293 هجريًّا (حوالي 30 نوفمبر 1876).

## أسرته
كان لعبد اللطيف بن عبد الرحمن 8 أبناء:
- أحمد
- عبد الله
- عبد العزيز
- إبراهيم
- محمد
- عمر
- صالح
- عبد الرحمن

من المعروف أن أحمد، المولود بالفعل في مصر، رفض مغادرة مصر مع والده وعاش هناك حتى نهاية حياته. معلومات عن نسل أحمد مفقودة. وُلد أبناء عبد اللطيف السبعة الباقون في الرياض وتوفوا هناك تاركين وراءهم ذرية كبيرة تسمى أحيانًا («عائلة عبد اللطيف»).

## تلاميذه
تتلمذ على يد الشيخ عدد من التلاميذ منهم:
- تلميذه الشيخ العلامة سليمان بن سحمان.
- ابنه العلامة الشيخ عبد الله.
- أخوه الشيخ إسحاق، وغيرهم.
- العلامة حمد بن عتيق

## مؤلفاته
توفي الشيخ وترك العديد من المؤلفات منها:
1 - مصباح الظلام في الرد على من افترى على الشيخ الإمام
2 - منهاج التأسيس
3 - البراهين الإسلامية في رد على الشبهات الفارسية
4 - الرد على الصحاف
5 - تحفة الطالب والجليس
5 - العديد من الرسائل التي قد جمعها تلميذه النحرير العلامة سليمان بن سحمان.

## وفاته
توفي في مدينة الرياض في اليوم الرابع عشر من شهر ذي القعدة سنة 1293 هـ (1876م).